# Коулмас, Флориан
Флориан Коулмас (нем. Florian Coulmas; р. 5 июня 1949, Гамбург, ФРГ) — немецкий японовед, профессор социолингвистики, японского языка и современной культуры Японии в Институте восточноазиатских исследований Университета Дуйсбург-Эссен, директор Немецкого института японоведения (2004—2014). В круг его научных интересов входит социолингвистика, социология языка и японоведение.

## Биография
Флориан Коулмас родился 5 июня 1949 года в Гамбурге, ФРГ. Изучал с 1968 по 1975 годы социологию, философию и немецкие студии в Свободном университете Берлина, в 1969—1970 годах учился в Сорбонне.
В Билефельдском университете в 1977 году получил докторскую степень.
В 1980 году Флориан Коулмас получил свою абитуляцию в Дюссельдорфском университете, где работал преподавателем кафедры общего языкознания. В 1987 году стал профессором социолингвистики в университете Чу.
С 1999 по 2004 года преподавал в Университете Дуйсбург-Эссен.
Флориан Коулмас был директором Немецкого института японоведения в Токио с октября 2004 года по сентябрь 2014 года.
С 2014 года Флориан Коулмас — профессор социолингвистики, японского языка и современной культуры Японии в Институте восточноазиатских исследований Университета Дуйсбург-Эссен.
Флориан Коулмас много лет живет в Японии. Он регулярно публикуется в «The Japan Times», «Frankfurter Allgemeine Zeitung» и «Neue Zürcher Zeitung».
В 2016 году Флориан Коулмас был удостоен премии Майера Струкманна за исследования в области искусств и социальных наук.

## Публикации
- «Tokio. Vom Glück urbanen Lebens.» Beck, München 2014, ISBN 978-3-406-66689-6.
- mit Judith Stalpers: «Fukushima. Vom Erdbeben zur atomaren Katastrophe.» Beck, München 2011, ISBN 978-3-406-62563-3.
- mit Judith Stalpers: Japan. Die 101 wichtigsten Fragen. Beck, München, ISBN 978-3-406-61404-0.
- «Population Decline and Ageing in Japan. The Social Consequences.» Routledge, London 2007, ISBN 978-0-415-40125-8.
- «Die Gesellschaft Japans. Arbeit, Familie und demographische Krise.» Beck, München 2007, ISBN 978-3-406-54798-0.
- «Sociolinguistics. The Study of Speakers’ Choices.» Cambridge University Press, Cambridge 2005, ISBN 0-521-54393-2.
- «Хиросима. Geschichte und Nachgeschichte.» Beck, München 2005, ISBN 3-406-52797-3.
- «Die Kultur Japans. Tradition und Moderne.» Beck, München 2003, ISBN 3-406-50916-9.
- «Writing Systems. An Introduction to Their Linguistic Analysis» Cambridge University Press, Cambridge 2003, ISBN 0-521-78217-1.
- «Die Deutschen schreien. Beobachtungen von einem, der aus dem Land des Lächelns kam.» Rowohlt, Reinbek bei Hamburg 2001, ISBN 3-498-00921-4.
- «Japanische Zeiten. Eine Ethnographie der Vergänglichkeit.» Kindler, München 2000, ISBN 3-463-40392-7.
- «Das Land der rituellen Harmonie. Japan: Gesellschaft mit beschränkter Haftung.» Campus, Frankfurt am Main 1993, ISBN 3-593-34919-1.
- «Die Wirtschaft mit der Sprache.» Suhrkamp, Frankfurt am Main 1992, ISBN 3-518-28577-7.
- «The Writing Systems of the World.» Blackwell, Oxford 1990, ISBN 0-631-16513-4.
- «Sprache und Staat.» De Gruyter, Berlin 1985, ISBN 3-11-010436-9.
- «Schrift Über.» Suhrkamp, Frankfurt am Main 1981, ISBN 3-518-07978-6.
- «The Blackwell Encyclopedia of Writing Systems.» Blackwell, Oxford 1996, ISBN 0-631-19446-0.

Переводы
- Dell Hymes: «Soziolinguistik. Zur Ethnographie der Kommunikation.» Suhrkamp, Frankfurt am Main 1979, ISBN 3-518-07899-2.